# Controguerra Merlot riserva
Le Controguerra Merlot riserva est un vin italien de la région Abruzzes doté d'une appellation DOC depuis le 20 août 1996. Seuls ont droit à la DOC les vins rouges récoltés à l'intérieur de l'aire de production définie par le décret. 

## Aire de production
Les vignobles autorisés se situent en province de Teramo dans les communes de Controguerra, Torano Nuovo, Ancarano, Corropoli et Colonnella.
Le vin rouge du type Merlot riserva répond à un cahier des charges plus exigeant que le Controguerra Merlot, essentiellement en relation avec le vieillissement et le titre alcoolique.

## Caractéristiques organoleptiques
- couleur : rouge rubis
- odeur : fruité et caractéristique
- saveur : sèche et caractéristique

Le Controguerra Merlot riserva se déguste à une température comprise entre 15 et 17 °C. Il se gardera 2 à 4 ans.

## Production
Province, saison, volume en hectolitres :
- pas de données disponible